# 6. ročník udílení AACTA International Awards
6. ročník udílení AACTA International Awards se konal 6. ledna 2007 v hotelu The Avalon v Hollywoodu v Los Angeles. Galavečer moderoval Daniel MacPherson. Nominace byly vyhlášeny 13. prosince 2016.

## Vítězové a nominovaní
Tučně jsou označeni vítězové
| Nejlepší film (drama) | Nejlepší režisér |
| --- | --- |

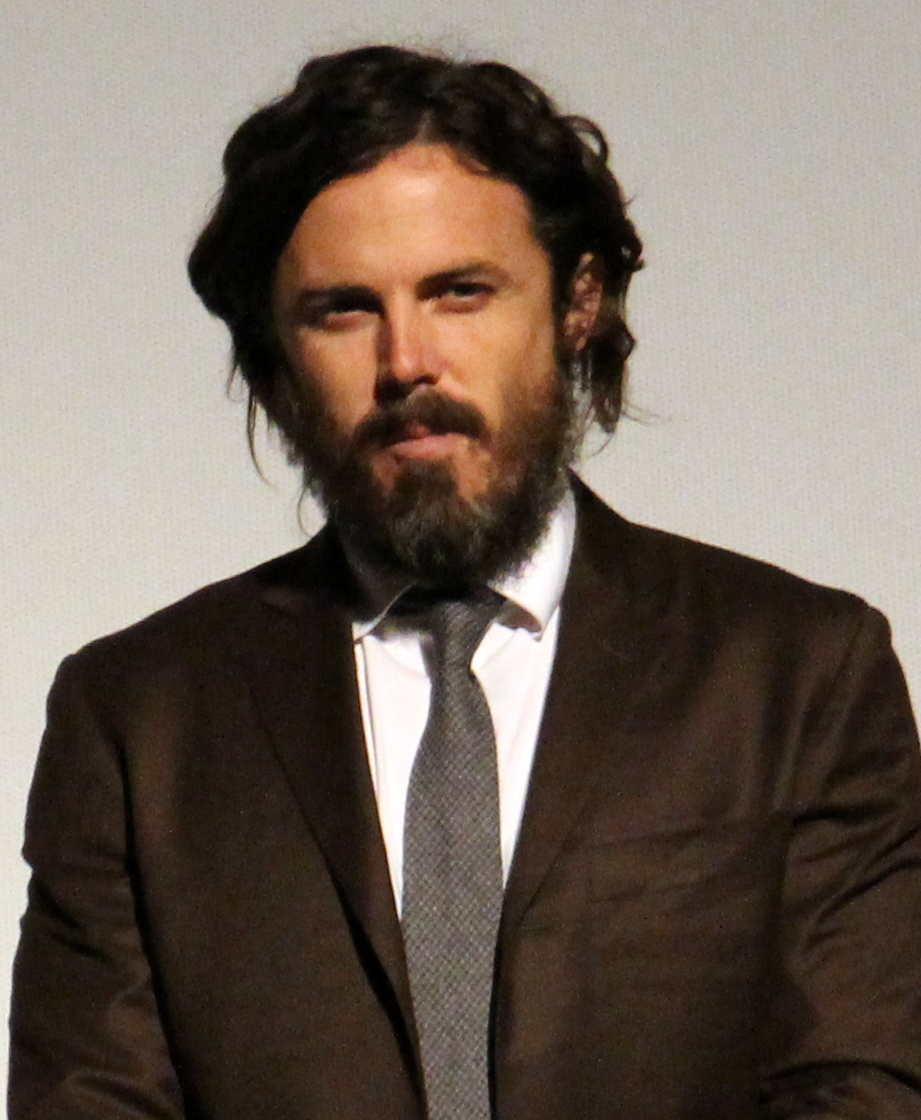
Casey Affleck, vítěz v kategorii nejlepší mužský herecký výkon v hlavní roli

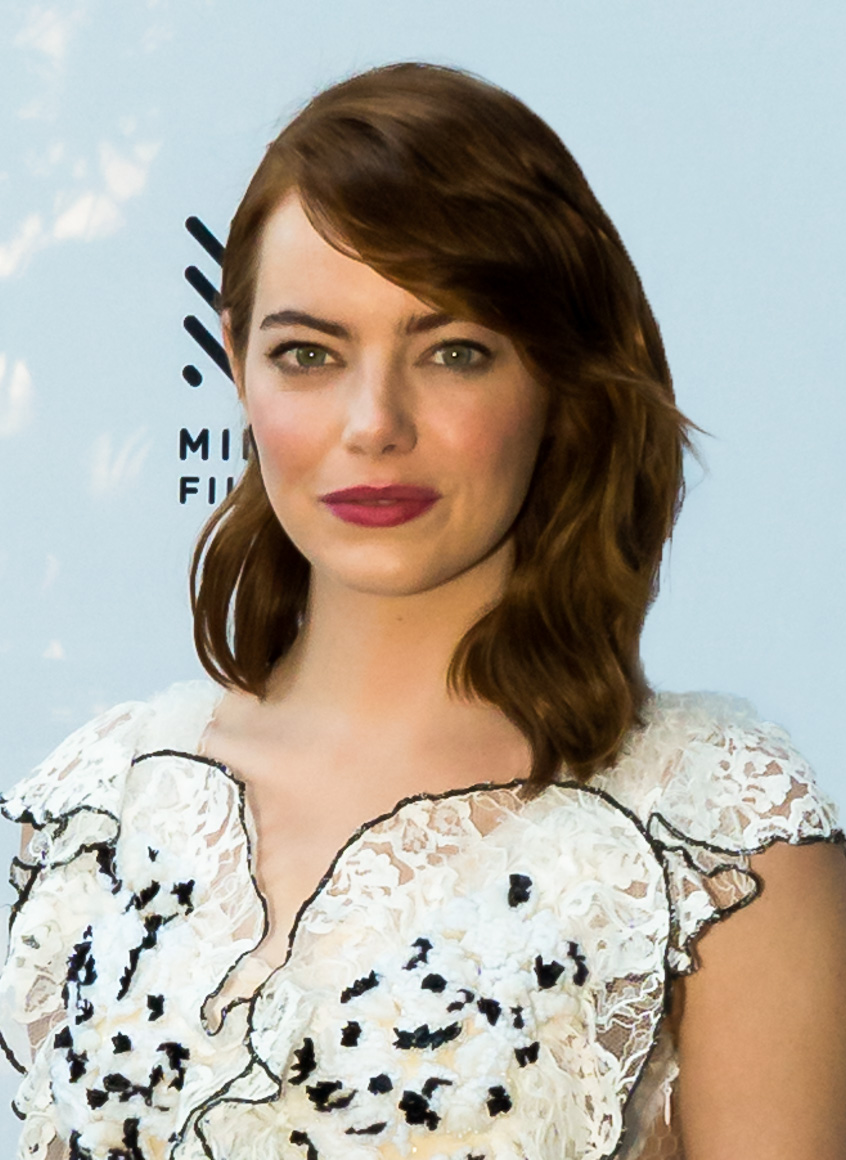
Emma Stoneová, vítězka v kategorii nejlepší ženský herecký výkon v hlavní roli

| - La La Land - Příchozí - Hacksaw Ridge: Zrození hrdiny - Lion - Místo u moře | - Mel Gibson – Hacksaw Ridge: Zrození hrdiny - Damien Chazelle – La La Land - Kenneth Lonegran – Místo u moře - Denis Villeneuve – Příchozí - Garth Davis – Lion  |
| Nejlepší mužský herecký výkon v hlavní roli | Nejlepší ženský herecký výkon v hlavní roli |
| - Casey Affleck – Místo u moře - Joel Edgerton – Loving - Andrew Garfield – Hacksaw Ridge: Zrození hrdiny - Ryan Gosling – La La Land - Denzel Washington – Ploty                          | - Emma Stoneová – La La Land - Natalie Portman – Jackie - Amy Adams – Příchozí - Isabelle Huppert – Elle - Ruth Negga – Loving                                    |
| Nejlepší mužský herecký výkon ve vedlejší roli | Nejlepší ženský herecký výkon ve vedlejší roli |
| - Dev Patel – Lion - Mahershala Ali – Moonlight - Jeff Bridges – Za každou cenu - Lucas Hedges – Místo u moře - Michael Shannon – Noční zvířata                                            | - Nicole Kidmanová – Lion - Viola Davis – Ploty - Naomie Harris – Moonlight - Michelle Williamsová – Místo u moře - Teresa Palmer – Hacksaw Ridge: Zrození hrdiny |
| Nejlepší scénář | |
| - Kenneth Lonergan – Místo u moře - Damien Chazelle – La La Land - Taylor Sheridan – Za každou cenu - Luke Davis – Lion - Andrew Knight a Robert Schenkkan – Hacksaw Ridge: Zrození hrdiny | |

## Další
- 23. ročník udílení Screen Actors Guild Awards
- 22. ročník udílení Critics' Choice Movie Awards
- 70. ročník udílení Filmových cen Britské akademie
- 74. ročník udílení Zlatých glóbů
- 89. ročník udílení Oscarů